# Ihar Žaljazoŭski
Ihar Mikalaevič Žaljazoŭski (in bielorusso Ігар Мікалаевіч Жалязоўскі?; in russo Игорь Николаевич Железовский?, Igor' Nikolaevič Železovskij; Orša, 1º luglio 1963 – Minsk, 12 giugno 2021) è stato un pattinatore di velocità su ghiaccio bielorusso, e, fino al 1991, sovietico.

## Biografia
Vinse due medaglie olimpiche: un bronzo per l'Unione Sovietica e un argento per la Bielorussia.
È morto nel 2021, all'età di 57 anni, per complicazioni da COVID-19.

## Palmarès

### Olimpiadi
- Argento a Lillehammer 1994 nei 1000 metri (con la Bielorussia).
- Bronzo a Calgary 1988 nei 1000 metri (con l'Unione Sovietica).